# 121 pr. n. št.

## Dogodki
- Midrat VI. Evpator postane pontski kralj.

## Smrti
- Gaj Sempronij Grakh